# I☆YOKOHAMA
I ☆ YOKOHAMA（I LOVE YOKOHAMA/あい らぶ よこはま）とは、日本のプロ野球球団横浜DeNAベイスターズがコミュニティ・ボールパーク化構想の一つとして掲げる、プロ野球をきっかけとしたまちづくりを推進していくプロジェクトの総称。

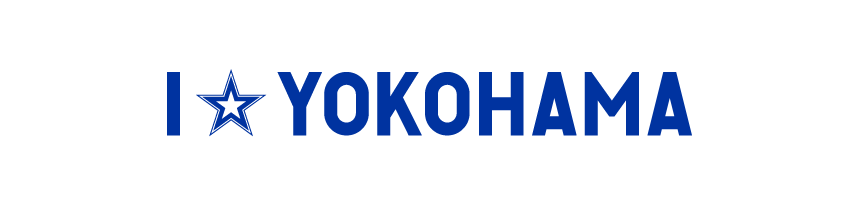
ロゴ

## 球団の理念
横浜DeNAベイスターズおよび横浜スタジアムは、『野球』が、“人と人をつなぐ”、“人と街をつなぐ”存在であり続けたいと考える。
「横浜、プロ野球のある街」として、まちづくりの一端を担い続けていくというコンセプト。

## 球団のビジョン
野球をきっかけに、“横浜”に関わるすべての人々が一つにつながる。
具体的には、以下の3つの状態を目指す。
- “横浜”のプロ野球が、“横浜”の街で会話のきっかけになっている
- “横浜”の人々が、スタジアムで“横浜”を感じながら楽しんでいる
- “横浜”の企業・店舗が、プロ野球をきっかけにさらに元気になる

## 球団の「I ☆（LOVE）YOKOHAMA」ロゴコンセプト
横浜を愛するひとりひとりが、夜空にきらめく星のごとくそれぞれに光り輝き、つながり、より魅力的な横浜を共につくる、という想いをハートのLOVEではなく“☆”で表現している。

## 主な活動内容
主な活動として以下のものが挙げられる。
- 横浜スタジアム付近のエリアに「I ☆ YOKOHAMA」フラッグを掲示。
- 本拠地で開催される横浜DeNAベイスターズ戦の4回裏にライト側外野席ビッグフラッグによる演出を行っている。
- 勝利試合終了後のヒーローインタビューと、場外で行うアンコールヒーローズで選手とファンが一体となり「I ☆ YOKOHAMA」タオルを掲げ「I ☆ YOKOHAMA」（アイ ラブ ヨコハマ ）コールを行う。
- 8月に開催される公式戦「YOKOHAMA STAR☆NIGHT（スターナイト）」で横浜スタジアムでの華麗な演出や周辺の街が一体となる夏を彩るイベントを行う。
- 700店舗以上が参加する横浜の飲食店や小売店を中心とした応援組織CLUB BAYSTARSがある。加盟店に行き「横浜DeNAベイスターズを応援しています」と伝えると割引やドリンクサービスなど様々な特典がもらえる。
- 本拠地・横浜スタジアムや横浜公園周辺の老朽化したマンホールのカバーをオリジナルデザインに交換し横浜市へ寄贈。

## BART & CHAPY（バート アンド チャピー）
2015年から横浜スタジアム公式戦のイニング間にスコアボードの大型画面で放送される「I ☆ YOKOHAMA」のシンボルキャラクターによるショートアニメ。
フィールド内にもバートとチャピーの着ぐるみマスコットがたびたび登場する。
球団のライフスタイルショップ+B（プラスB）ではキャラクターのグッズなどが販売されている。
制作会社はウサビッチなどを手がけるカナバングラフィックス。

### あらすじ
どこかから横浜にやってきたモンスターのバートとチャピー。
人間の世界で生きていくために横浜中華街でアルバイトをして、休みの日にはブラブラする。
横浜の行く先々で現れる新たなモンスター達。
モンスター達が繰り広げる奇想天外なショートムービー。

### キャラクター（モンスター）
- BART（バート）：体は大きいが、やや半人前の怪力モンスター。一緒に横浜にやって来たチャピーを弟のように思っている。ボーっとしがちで何を考えているのか分からない。本人も分からない。リーゼントのかつらをかぶるとなぜかパワーアップ！

- CHAPY（チャピー）：まだ幼い育ちざかりなモンスター。一緒に横浜にやって来たバートのことを少しなめている。投げるのが得意だが運動神経が抜群でなんでもこなす。好奇心が旺盛でちゃっかりしている。早く大きくなりたい！

- RANER（ラナー）：足が早く、ズル賢く、食い意地もはっているモンスター。バートとチャピーの屋台で売っているブタマンが気に入り、何回も盗みにくる食い逃げの常習犯。足が速すぎて小回りはあんまりきかない。

- FIRE（ファイヤー）：人間の世界のTVで放送しているヒーローものにあこがれている熱血モンスター。勝負が大好きでいつもチャピーたちに勝負をしかけてくる。しかし大して強くない。根性だけでなんとかしようとする暑苦しいモンスター。

- DOKABAY（ドカベー）：大がらで色白でムチムチしているモンスター。体に似合わず機敏に動く。料理とカンフーが得意で、ハッピースター飯店の厨房で働いている。チャピーがおいしそうに見えるため食べてみたいと思っている。得意技は臭龍拳。

### キャラクター（ヒーローズ）
- リーゼントヒーロー（モデルは三浦大輔）
- 豪腕ヒーロー（モデルは筒香嘉智）
- 韋駄天ヒーロー（モデルは梶谷隆幸）

### ストーリー
SEASON1
#01 ヒット＆スタチュー、#02 ヒット＆ループ、#03 ヒット＆フード、#04 ヒット＆ファッション、#05 ヒット＆ビート、#06ヒット＆魔球、#07 ヒット＆コンテナ
SEASON2
#08 プレイ ストラックアウト、#09 プレイ スケボー、#10 プレイ ノック、#11 プレイ サマー、#12 プレイ バント、#13 プレイ バーベキュー、#14 プレイ トレーニング
SEASON3
#15 スチール 豚まん、#16 スチール 屋台、#17 スチール ポリバケツ、#18 スチール チャピー、#19 スチール ビッグ豚まん、#20 スチール ボール、#21 スチール バトル
SEASON4
#22 ビーチバレー ヒーロー、#23 スイカワリ ヒーロー、#24 フットサル ヒーロー、#25 バドミントン ヒーロー、#26 スモウ ヒーロー、#27 ダンス ヒーロー、#28 ベースボール ヒーロー
SEASON5
#29 シュウマイ王、#30 ギョウザ王、#31 豚まん王、#32 北京ダック王、#33 ゴマ団子王、#34 ダンス王、#35 ドタバタ王
YOKOHAMA DeNA BAYSTARS VS BART & CHAPY
魔球勝負、バッティング勝負1、スーパーキャッチ勝負1、リーゼント勝負、バッティング勝負2、スーパーキャッチ勝負2、ファインプレー勝負

### DVD
- BART & CHAPY vol.1（SEASON1,2,3, +特典映像）
- BART & CHAPY vol.2（SEASON4,5, YOKOHAMA DeNA BAYSTARS VS BART & CHAPY +特典映像）